# 府里站
府里站（越南语：／*/?），原名河南站，是越南河南省府里市的一个鐵路車站，有南北鐵路經過，並有府里—筆山鐵路專用線連接筆山水泥廠。向北距离河內站56公里，向南距離順化站632公里、距離西貢站1,670公里。府里站始建於法屬印度支那時期，現由越南鐵路總公司直屬之河清鐵路開發分公司管理。

## 改造計劃
越南交通運輸部曾於2017年6月車站工程升級改造項目對府里站遮陽篷加固施工進行研究，預算總投資額為120億越南盾。
根據鐵路項目管理委員會對南北鐵路危橋升級改造、防撞柱加固項目的招標計劃，2020年將對府里站遮陽篷進行加固施工。

## 外部鏈接
- （越南文）府里站图片
- （越南文）府里站舊照 （页面存档备份，存于）